# Silicato de circonio
El silicato de circonio, también ortosilicato de circonio, ZrSiO4, es un compuesto químico, un silicato de circonio. Se encuentra en la naturaleza en forma de zircón, un mineral silicatado. El silicato de circonio en polvo también se conoce como harina de circonio.
El silicato de circonio suele ser incoloro, pero las impurezas inducen diversas coloraciones. Es insoluble en agua, ácidos, álcalis y agua regia. Su dureza es de 7,5 en la escala de Mohs.

## Estructura y enlaces
El circón está formado por centros Zr4+ de 8 coordenadas unidos a sitios SiO44- tetraédricos ortosilicatados. Los átomos de oxígeno están todos triplemente enlazados, cada uno con el entorno OZr2Si. Dada su estructura altamente reticulada, el material es duro y, por tanto, apreciado como piedra preciosa y abrasivo.
El Zr(IV) es un ion d0. Por consiguiente, el material es incoloro y diamagnético.

## Producción
El silicato de circonio se encuentra en la naturaleza en forma de mineral. Las fuentes concentradas de circón son escasas. Se extrae de depósitos de arena y se separa por gravedad. Algunas arenas contienen un pequeño porcentaje de circón.
También puede sintetizarse por fusión de SiO2 y ZrO2 en un horno de arco, o haciendo reaccionar una sal de circonio con silicato sódico en una solución acuosa.

## Usos
En 1995, el consumo anual de silicato de circonio era de casi 1 millón de toneladas. Las principales aplicaciones se basan en su naturaleza refractaria y su resistencia a la corrosión por materiales alcalinos. Dos usos finales son los esmaltes y los vidriados cerámicos. En esmaltes y vidriados sirve como opacificante. También puede estar presente en algunos cementos.
Otro uso del silicato de circonio es como perlas para moler y triturar.
Las películas finas de silicato de circonio y silicato de hafnio producidas por deposición química de vapor, la mayoría de las veces MOCVD, pueden utilizarse como dieléctrico de alta k en sustitución del dióxido de silicio en semiconductores.
Los silicatos de circonio también se han estudiado para su posible uso en aplicaciones médicas. Por ejemplo, el ZS-9 es un silicato de circonio que se diseñó específicamente para atrapar iones de potasio por encima de otros iones en todo el tracto gastrointestinal.

## Toxicidad
El silicato de circonio es un irritante abrasivo para la piel y los ojos. La exposición crónica al polvo puede causar granulomas pulmonares, inflamación de la piel y granuloma cutáneo. Sin embargo, no se conocen efectos adversos en caso de ingestión normal e incidental.